# رولاند غاريت
رولاند غاريت (بالإنجليزية: Rowland Garrett)‏ مواليد 16 يونيو 1950 في كانتون، هو لاعب كرة سلة أمريكي معتزل. بدأ مسيرته الاحترافية في سنة 1972. تم اختياره من قبل فريق شيكاغو بولز خلال الدرافت. يبلغ طوله 6 قدم 6 بوصة (2.0 م). اعتزل اللعب في 1980. أحرز خلال مسيرته في الإن بي إيه 1337 نقطة بمعدل 5.1 نقاط في المباراة الواحدة.

## المسيرة الاحترافية
لعب مع شيكاغو بولز من سنة 1972 إلى 1976، ثم لعب مع كليفلاند كافالييرز من سنة 1975 إلى 1977، ثم لعب مع ميلووكي باكز في سنة 1977، ثم لعب مع أماتوري أوديني في موسم 1978–1979، ثم لعب مع أوليمبيا كالياري في الدوري الإيطالي في موسم 1979–1980.

## روابط خارجية
- رولاند غاريت على موقع إن بي أي (الإنجليزية)
- رولاند غاريت على موقع سبورتس رفرنس (الإنجليزية)
- رولاند غاريت على موقع كلية كرة السلة في سبورتس رفرنس.كوم (الإنجليزية)
- رولاند غاريت على موقع ريلجم (الإنجليزية)
- رولاند غاريت على موقع بروبوليرز (الإنجليزية)